# اخيم غياكر

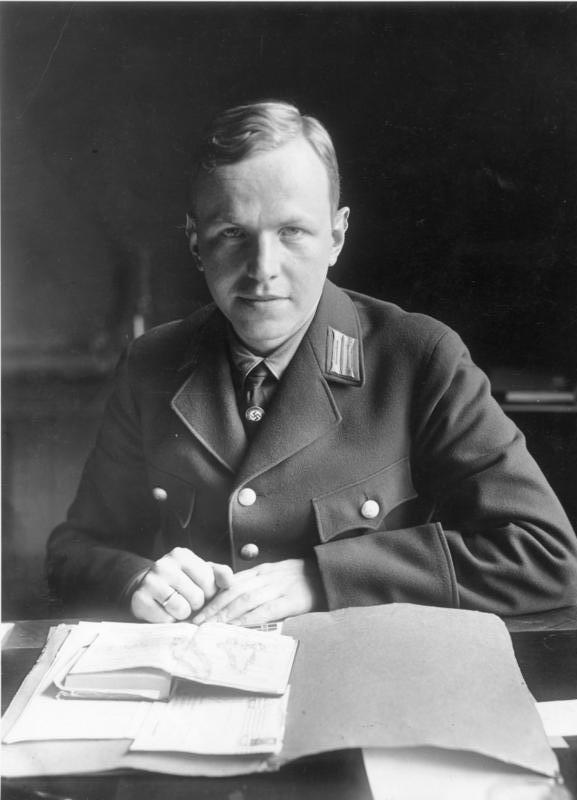
اخيم غياكر

اخيم غياكر (بالألمانية: Achim Gercke) (3 أغسطس 1902   - 27 أكتوبر 1997) سياسي ألماني.
ولد في غرايفسفالد، أصبح غيرك رئيسًا لفرع الحزب النازي في ميونيخ في 1 يناير 1932. في أبريل 1933 تم تعيينه في وزارة الداخلية، حيث عمل كخبير في الشؤون العرقية.
ابتكر غياكر نظام «الوقاية العرقية»، مانعا التزاوج بين اليهود والآريين. كطالب، حاول تطوير فهرس بطاقات يدرج جميع اليهود في ألمانيا. حددت مقالاته السياسة النازية بشأن ما يجب فعله لليهود خلال المرحلة المبكرة من الرايخ الثالث، والتي تضمنت الطرد من ألمانيا. ووصف قوانين نورمبرغ التي تم سنها للتو والتي تقيد اليهود بأنها إجراءات مؤقتة، والتي تشير إلى الاتجاه الذي ستتخذه الإجراءات المستقبلية. جادل جيرك بتعريف «اليهودي» على أنه يشمل أي شخص لديه دم يهودي واحد عشر. في وقت لاحق من عام 1942، قام مؤتمر وانسي في نهاية المطاف بتعريف «اليهودي» بشكل مختلف تمامًا: تم استبعاد الأشخاص الذين لديهم جد يهودي واحد في الغالب، وحتى بعض الأشخاص الذين لديهم جدان يهوديان قد يتم استبعادهم، إذا اتبعوا الإيمان المسيحي. 
في عام 1935، تم فصله بعد مزاعم الشذوذ الجنسي.